# Монові (Небраска)
Монові (англ. Monowi) — селище (англ. village) в США, в окрузі Бойд штату Небраска. Населення — 2 особи (2020).

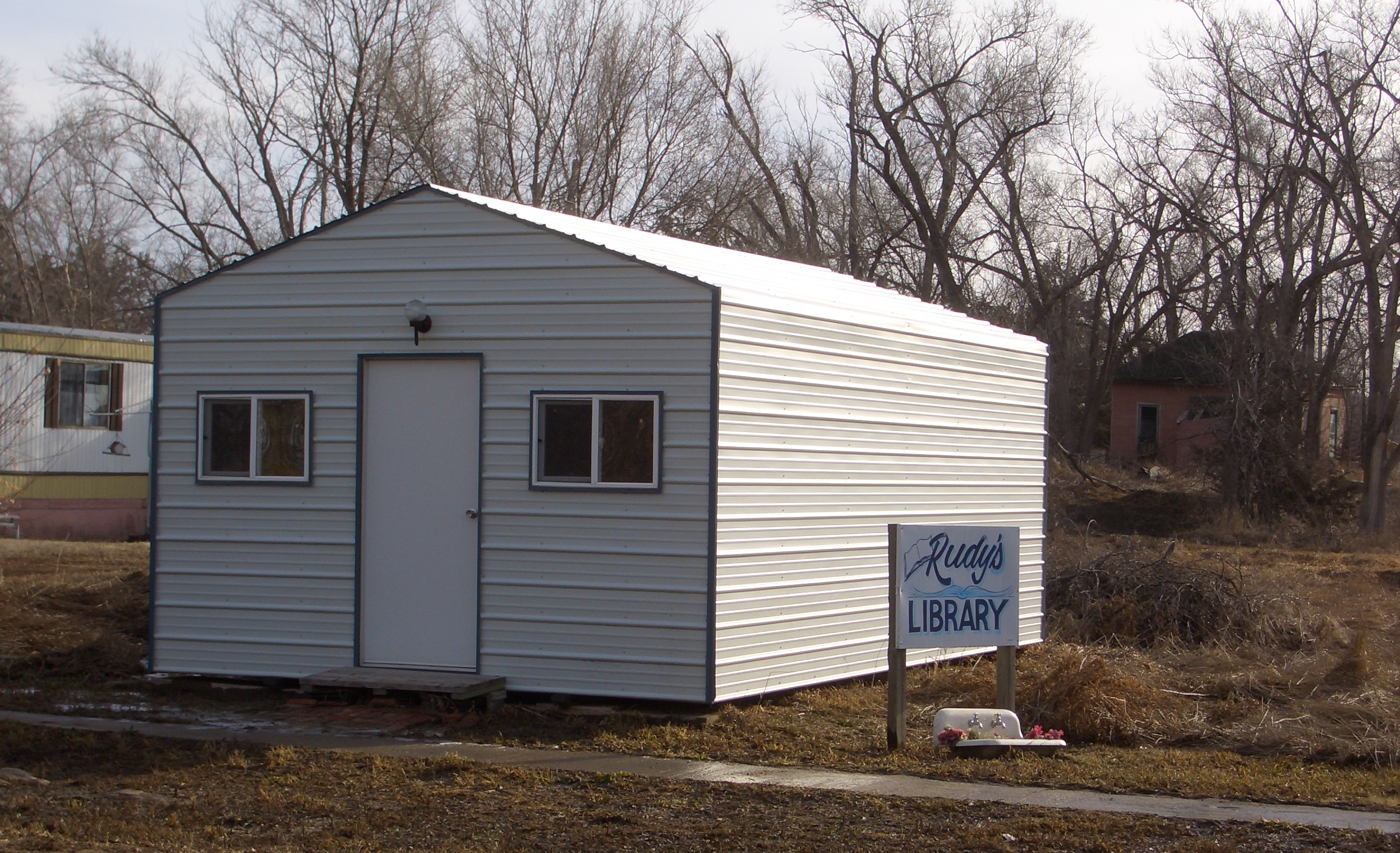
Місцева бібліотека

Особливістю населеного пункту є те що, він не є невключеною територією, а має власну виборну адміністрацію в особі єдиної мешканки Елсі Ейлер. Єдина мешканка поселення Елсі Ейлер є водночас його мером, універсальним муніципальним службовцем, єдиним виборцем, платником податків, власником таверни та бібліотеки.
Через свою особливість поселення є доволі популярним туристичним об'єктом як серед мешканців сусідніх населених пунктів, так і туристів з інших штатів США. Найбільша кількість населення Монові була зафіксована у 1930 році. Тоді в селі проживало 130 осіб.

## Географія
Монові розташоване за координатами 42°49′51″ пн. ш. 98°19′46″ зх. д. / 42.83083° пн. ш. 98.32944° зх. д. (42.830705, -98.329560). За даними Бюро перепису населення США в 2010 році селище мало площу 0,55 км², уся площа — суходіл.

## Демографія
Згідно з переписом 2010 року, у селищі мешкала 1 особа в 1 домогосподарстві у складі 0 родин. Густота населення становила 2 особи/км². Було 3 помешкання (5/км²).
Расовий склад населення:
| - 100,0 % — білих |

До двох чи більше рас належало 0,0 %. Частка іспаномовних становила 0,0 % від усіх жителів.
За віковим діапазоном населення розподілялося таким чином: 0,0 % — особи молодші 18 років, 0,0 % — особи у віці 18—64 років, 100,0 % — особи у віці 65 років та старші. Медіана віку мешканця становила 76,5 року. На 100 осіб жіночої статі у селищі припадало 0,0 чоловіків; на 100 жінок у віці від 18 років та старших — 0,0 чоловіків також старших 18 років.
Цивільне працевлаштоване населення становило 0 осіб.

## Джерела

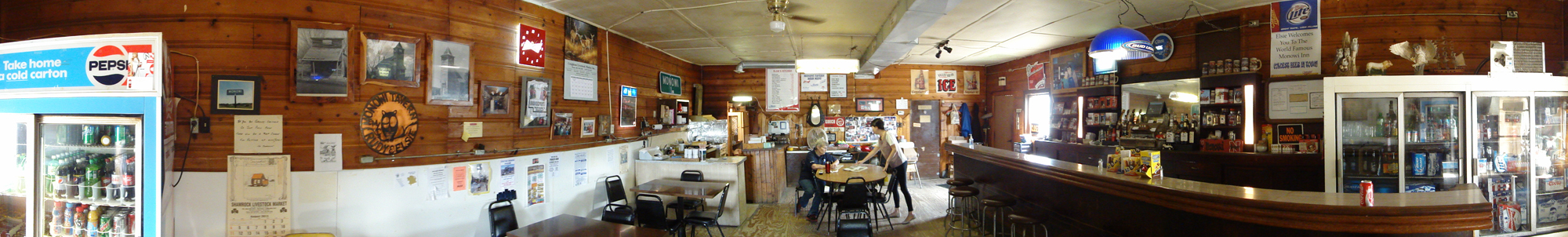
Місцева таверна